# Magnus van Trani
Magnus van Trani was naar verluidt in de eerste helft van de derde eeuw bisschop van de Zuid-Italiaanse havenstad Trani. Zijn gedenkdag is op 19 augustus. Een naamgenoot stierf de marteldood in Fabrateria (vermoedelijk Fabrateria Nova bij Ceprano, Lazio) en werd daar als heilige vereerd. De verhalen over de bisschop en de martelaar werden al voor het einde van de 10e eeuw met elkaar verbonden en raakten bovendien verweven met de legende van een andere martelaar die in Klein-Azië zou zijn terechtgesteld. De relieken van de Italiaanse martelaar werden overgebracht naar de San Magno Abdij van Fondi, en vervolgens naar de kathedraal van Anagni, waar ze onder het hoofdaltaar in de crypte werden begraven. Een andere legende beweert dat het skelet van de heilige naar Rome werden vervoerd, waar de Sint-Pietersbasiliek nog altijd een schedel en een arm bewaart.  
Binnen de Rooms-katholieke kerk wordt Magnus nog wel herdacht, maar zijn naam is in 2004 geschrapt uit de officiële lijst van martelaren in het Martyrologium Romanum. Hagiografen hebben altijd moeten gissen naar de ware identiteit van de heilige. "Het dossier van S. Magno behoort tot de meest intrigerende binnen de middeleeuwse hagiografie vanwege de verscheidenheid aan teksten", schrijft de Napolitaanse historicus Gennaro Luongo in 2002: de vele versies van het verhaal, die de historische context volledig negeerden, maken het door hun stereotype en fantastische karakter erg moeilijk de biografie van de heilige te reconstrueren of zelfs maar diens identiteit eenduidig te kunnen vaststellen.
De 18e-eeuwse Bollandist Willem Cuypers reconstrueerde drie verschillende karakters: Magnus, de Italiaanse bisschop en martelaar, de soldatenheilige Andreas Stratelates (die ook Magnus werd genoemd) en de martelaar Magnus van Cappadocië, die in twee 14e-eeuwse compendiums wordt vermeld. De 19e-eeuwse kerkhistoricus Sabine Baring-Gould beschouwde Magnus als een "mislukte dubbelganger" van beide andere, ontstaan dankzij een verkeerd geplaatste komma.
Volgens de legende bevonden Magnus' relieken zich aanvankelijk in de Abdij van Fondi, maar werden door de hoofdman Plato geroofd en naar de stad Veroli overgebracht, waar ze een plek kregen in de crypte van de kathedraal van Sant'Andrea Apostolo. De legende verhaalt dat ze daarna tijdens een Saraceense inval tegen betaling in goud werden veiliggesteld en verplaatst naar Anagni. De datering valt te betwijfelen, daar recent archeologisch onderzoek het waarschijnlijk heeft gemaakt dat het lichaam van de heilige zich nog in de 11e eeuw, toen de abdijkerk werd vernieuwd, in Fondi bevond.
Toen de bisschop van Anagni, pauselijke gezant Pietro di Salerno, in de jaren 1072 tot 1104 een nieuwe kathedraal liet bouwen ter ere van de Maagd Maria, werd hem geopenbaard dat de heilige in een marmeren sarcofaag onder de kerk begraven lag. Hij liet deze sarcofaag daarna onder het hoofdaltaar plaatsen en werd zelf na zijn heiligverklaring in 1112 naast de heilige begraven. Sint Magnus werd tevens de patroonheilige van de stad. Vanwege de Investituurstrijd verplaatsten de pausen Adrianus IV en Alexander III daarna omstreeks 1150 hun hoofdkwartier naar het pauselijke zomerverblijf in Anagni. De crypte werd in de 13e eeuw voorzien van unieke fresco's die onder andere het leven van Magnus en het overbrengen van de relieken naar Anagni uitbeelden. In de afbeeldingen staat de sarcofaag, die wordt voorgesteld als een Ark des Verbonds, centraal.
Magnus is sinds de 17e eeuw tevens een der beide patroonheiligen van de Kerk der Friezen te Rome (naast de aartsengel Michaël). Ook hier meende men in het bezit te zijn van zijn lichaam. De heilige stad werd meerdere keren bezet door keizerlijke troepen, waaronder zich ook Friezen bevonden. Een tijdlang regeerde hier een tegenpaus. Het oorspronkelijke heiligdom werd in 1084 door Normandische troepen verwoest en in 1141 herbouwd. Een gedenksteen in Friezenkerk van omstreeks 1300 noemt drie Friese edelen en een heilige maagd, die de relieken ten tijde van Karel de Grote en Paus Leo IV van de Saracenen zouden hebben gered, maar in werkelijkheid in de 12e eeuw moeten hebben geleefd. Goddelijke interventie zou hebben verhinderd dat ze het lichaam van de heilige mee naar Friesland namen. Wel werd hun toegestaan een arm mee te nemen. 
Enkele relieken zijn overgebracht naar Esens in het Harlingerland (Oost-Friesland), waar ze in het derde kwart van de twaalfde eeuw werden bewaard in een kostbare schrijn en rondgedragen in processies, waardoor ze de inzet van een bloedige oorlog vormden. Na de Reformatie werd de arm in veiligheid gebracht en bewaard in Anderlecht bij Brussel.
In Nederland was Magnus patroonheilige van:
- Anloo
- Bellingwolde
- Hollum
- Hoornsterzwaag

In Castelmagno (Piëmont) wordt een zekere Magnus van Cuneo vereerd, naar verluidt een Thebaanse martelaar die eveneens op 19 augustus wordt herdacht. Andere naamgenoten zijn de bisschoppen Magnus van Milaan, Magnus van Oderzo, Magnus van Sens, Magnus van Avignon (deze ook herdacht op 19 augustus), de bisschop en martelaar Magnus Erlendsson en de Zwitserse abt Magnus van Füssen. De Duitse geleerde Johann Stadler identificeerde in de 19e eeuw 35 heiligen met deze naam, grotendeels martelaars uit de tijd van de Christenvervolgingen die worden genoemd in het martyrologium van Hiëronymus.
In heiligenkalenders uit de 9e en 10e eeuw en ook daarna wordt Magnus gelijkgesteld aan de kompaan en dubbelganger van de Oosters-orthodoxe soldatenheilige Andreas de Tribuun of Stratelates, die met 2597 medestrijders in Cilicië (nu Anatolië) zou zijn terechtgesteld. Ook Andreas wordt op 19 augustus herdacht. Omdat deze Andreas wordt omschreven als megalomartyris, wordt vermoed dat de naam van Magnus hiervan bij vergissing is afgeleid. De 14e-eeuwse legende van Magnus van Cappadocië beschrijft diens marteldood te Caesarea (Kayseri), waarbij opnieuw het getal van 2597 volgelingen wordt genoemd. Sommige motieven daarin lijken echter te zijn ontleend aan het lijdensverhaal van een andere heilige, namelijk Sint Mammus van Cappadocië.
Vanuit het cisterciënzerklooster te Anagni werden in 1901 de resten van de heilige Magnus naar de Martinuskerk te Louisville (Kentucky) verstuurd, waar de schedel samen samen met de relieken van de heilige maagd Bonosa wordt tentoongesteld. Volgens de archeoloog Philip DiBlasi, die deze resten in 2012 heeft onderzocht, is het skelet – afgezien van de schedel – ernstig beschadigd en voor minder dan de helft compleet. Deze Magnus was van overwegend Europese afkomst en stierf als eind veertiger. Mogelijk gaat het om een andere heilige met dezelfde naam en zijn diens relieken in de 18e eeuw in de Romeinse catacomben gevonden. Als gedenkdatum hanteert men 19 augustus.